# Кенсингтон (Минесота)
Кенсингтон (енгл. Kensington) град је у америчкој савезној држави Минесота.

## Демографија
По попису из 2010. године број становника је 292, што је 6 (2,1%) становника више него 2000. године.
| Група             | 2000.       | 2010.       |
| Белци             | 279 (97,6%) | 283 (96,9%) |
| Афроамериканци    | 1 (0,3%)    | 1 (0,3%)    |
| Азијати           | 0 (0,0%)    | 0 (0,0%)    |
| Хиспаноамериканци | 0 (0,0%)    | 8 (2,7%)    |
| Укупно            | 286         | 292         |